# Edgard Missiaen
Edgard Georges Missiaen (Roeselare, 8 oktober 1889 - Ieper, 4 mei 1956) was een Belgisch volksvertegenwoordiger en senator.

## Levensloop
Missiaen was van beroep meubelmaker. Hij vestigde zich in Ieper, waar hij in 1926 tot gemeenteraadslid werd verkozen en van 1931 tot 1933 schepen was.
Hij was de drijvende kracht achter de heroprichting van socialistische activiteiten in het Ieperse. In 1920 werd hij federaal partijsecretaris van de BWP. In het parlement, de provincieraad, de gemeenteraad en de Commissie voor Openbare Onderstand (COO) werden Ieperse socialisten verkozen. Er ontstonden muziekkorpsen, jeugdgroepen, turnverenigingen, toneelgroepen enz. Omstreeks 1925 werd een volkshuis, De Ontvoogding (later herdoopt tot Germinal), geopend. Missiaen bleef de partijsecretaris tot aan zijn dood.
Hij was BWP/BSP-parlementslid van 1921 tot aan zijn dood, als volgt:
- 1921-1929: volksvertegenwoordiger voor het arrondissement Ieper,
- 19 mei-27 november 1932: provinciaal senator voor West-Vlaanderen,
- 1932-1939: volksvertegenwoordiger voor het arrondissement Ieper,
- 1939-1949: provinciaal senator voor West-Vlaanderen,
- 1949-1950: volksvertegenwoordiger voor het arrondissement Ieper,
- 1950-1956: provinciaal senator voor West-Vlaanderen.

Van 1946 tot 1949 was hij secretaris van de Senaat en van 1951 tot 1956 quaestor.